# Mortagne-sur-Sèvre
Mortagne-sur-Sèvre település Franciaországban, Vendée megyében. Lakosainak száma 6065 fő (2022. január 1.). Mortagne-sur-Sèvre Cholet, Saint-Christophe-du-Bois, Mauléon, Saint-Aubin-des-Ormeaux, Saint-Laurent-sur-Sèvre, Chanverrie és Sèvremoine községekkel határos.

## Népesség
A település népességének változása:
| Lakosok száma | 5958 | 5964 | 6145 | 5930 | 6000 | 6059 | 6063 | 6064 | 6065 |
|               | 2013 | 2015 | 2016 | 2017 | 2018 | 2019 | 2020 | 2021 | 2022 |